# 根の歌
「根の歌」（ねのうた）は、日本たばこ産業（JT）の子会社ジェイティ飲料が販売する缶コーヒー「ルーツ AROMA IMPACT」のCMソングのために、布施明、石川さゆり、鈴木雅之、杏里、堂珍嘉邦(CHEMISTRY)、松浦亜弥により結成されたグループ｢コーラスジャパン」によるシングルである。CM撮影監督は丹修一が担当した。 
また「ルーツ」が発売10周年ということでCHEMISTRY結成と松浦亜弥歌手デビューがちょうど同じく10周年という起用になっている。
2010年10月13日発売。
2011年3月11日東北地方太平洋沖地震発生、「レコチョク」の「アーティストチャリティー」としてダウンロード料金の一部を提供した。
2011年3月27日放送「FNS音楽特別番組 上を向いて歩こう 〜うたでひとつになろう日本〜」では、石川さゆり以外のメンバーが出演した。

## 収録曲
1. 根の歌
作詞・作曲：横尾嘉信、編曲：祐天寺浩美
2. 根の歌インストバージョン BY shikinami

特典（初回プレス分のみ）
- ステッカー

## 演奏
根の歌
- 中西康晴：Piano
- 今野均ストリングス：Strings
- ジョナサン・ハミル、上間善之：Horn
- 朝川朋之：Harp
- Geila & voissalot choir：Female Chorus
- Canary Boys：Male Chorus, Hand Clap
- 祐天寺浩美：Acoustic Guitar, Bass, Keyboards, Programming

根の歌 (instrumental version )
- Shikinami
  - 野口明男：Piano
  - 白須今：Violin
  - 堤博明：Guitar